# James Sherwood
James B. Sherwood (ur. 8 sierpnia 1933 w Pensylwanii, zm. 18 maja 2020) – amerykański przedsiębiorca działający w Wielkiej Brytanii.
Ukończył ekonomię na Uniwersytecie Yale.
W 1965 założył notowaną obecnie na nowojorskiej giełdzie kompanię morską Sea Containers Ltd, a w 1982 przywrócił znaną markę luksusowych przewozów kolejowych Orient Express.